# Kunitachi
Kunitachi (jap. 国立市 Kunitachi-shi) – miasto w Japonii, na wyspie Honsiu, w aglomeracji Tokio. Ma powierzchnię 8,15 km². W 2020 r. mieszkało w nim 77 167 osób, w 38 166 gospodarstwach domowych  (w 2010 r. 75 505 osób, w 35 698 gospodarstwach domowych).
1 stycznia 1967 roku Kunitachi-chō zostało przemianowane na Kunitachi-shi.